# 托姆索克山州立公園
托姆索克山州立公園（英語：Taum Sauk Mountain State Park）是一個位於密蘇里州歐薩克高原聖弗朗索瓦山脈的州立公園。本公園包括州內最高點的托姆索克山。歐薩克登山道的托姆索克部分將本公園與附近的Johnson's Shut-ins州立公園以及Bell Mountain荒野區連接在一起，這些地區深受健行者和背包旅行者歡迎。